# Secourt
Secourt (Duits: Unterhofen) is een gemeente in het Franse departement Moselle (regio Grand Est) en telt 194 inwoners (2005).

## Geschiedenis
Foville maakte tot 22 maart 2015 deel uit van het kanton Verny in het arrondissement Metz-Campagne, die beide begin 2015 werd opgeheven. De gemeente werd onderdeel van het nieuwgevormde kanton Le Saulnois, dat het gehele arrondissement Château-Salins omvat, maar kwam met als de andere gemeenten die bij het kanton Verny hadden gehoord onder het arrondissement Metz te vallen.

## Geografie
De oppervlakte van Secourt bedraagt 7,3 km², de bevolkingsdichtheid is 26,6 inwoners per km².
De onderstaande kaart toont de ligging van Secourt met de belangrijkste infrastructuur en aangrenzende gemeenten.

## Demografie
Onderstaande figuur toont het verloop van het inwonertal (bron: INSEE-tellingen).